# 三木正俊
三木 正俊（みき まさとし、1951年6月22日 - ）は、日本の弁護士、オンブズマン。札幌弁護士会会長や、北海道弁護士会連合会理事長、日本弁護士連合会副会長、札幌市代表オンブズマン等を歴任した。

## 人物・経歴
北海道雨竜郡沼田町生まれ。沼田中学校、函館ラ・サール高等学校を経て、1971年大学入学資格検定試験合格。一橋大学法学部在学中に旧司法試験に合格し、1979年大学を卒業し司法研修所入所。1981年東京弁護士会弁護士登録。1985年札幌弁護士会弁護士登録、三木法律事務所設立。2008年札幌弁護士会会長。2009年北海道弁護士会連合会理事長。2011年日本弁護士連合会副会長。また、日本弁護士連合会秘密保全法制対策本部副本部長として、特定秘密の保護に関する法律制定への反対活動にあたるなどした。札幌市代表オンブズマン等も歴任。2022年旭日中綬章受章。